# 福勒鎮區 (堪薩斯州米德縣)
福勒鎮區（英語：Fowler Township）是位於美國堪薩斯州米德縣的一個行政鎮區。

## 地方資料
福勒鎮區的面積為271.02平方千米，當中陸地面積為271.00平方千米，而水域面積為0.02平方千米。根據2010年美國人口普查的數據，當地共有人口746人，而人口密度為每平方千米2.75人。

## 外部連結
- US-Counties.com
- City-Data.com （页面存档备份，存于）